# Honoré Chaurand
Pour les articles homonymes, voir Chaurand.
Honoré Chaurand (né le 15 février 1617 à Valensole et mort le 19 novembre 1697  à Avignon) est un prédicateur jésuite français.

## Biographie
Entré le 29 novembre 1636 dans la Compagnie de Jésus, Honoré Chaurand y prononce les vœux le 2 février de l'année suivante. Il enseigne d'abord la grammaire, les humanités et la rhétorique, puis la philosophie, avant de devenir prédicateur.
Son talent d'orateur est réputé, et à partir de mars 1657, il prêche dans 90 diocèses, principalement en Provence, Languedoc, Normandie, Dauphiné, Bretagne et Poitou, accompagné de son assistant, le père Pierre-Joseph Dunod.
D'abord formé à la conversion des Huguenots, il se spécialisa bientôt dans la création d'hôpitaux généraux, en collaboration avec Gabriel Calloet-Kerbrat, l'un des dirigeants de la Compagnie du Saint-Sacrement, et le Jésuite André Guevarre. On lui en attribue 126, plus ou moins durables, tel celui de Viré fondé en 1683, où Chaurand avait commencé sa prédication en 1657, ou encore celui de Tréguier en 1677. Rien que pour sa mission en Bretagne, 38 créations sont effectivement attestées. Lorsque le pape Innocent XII décide de créer lui-même un hospice général à Saint-Jean-de-Latran, il en confia la direction au Père Chaurand.
Vers 1686, ce dernier se retire à Avignon, au noviciat Jésuite où il termine ses jours.
Le musée Crozatier, au Puy-en-Velay, possède un portrait d'Honoré Chaurand.

## Œuvres
- Illustrissimo Ecclesiae Principi D.D. Francisco de Nesmond, Bajocensium Episcopo, cum decumbentem ex febri in Collegio Societ. Jesu invisisset Patrem Chaurand, huncque exinde febris reliquisset, ode, sd, Paris, Jean Cavalier, 3 p.
- Passages de controverse tirez des livres les plus authentiques de la religion pretenduë réformée, leûs et verifiez en chaire aux sermons de la mission preschée à Tours, à Dieppe, à Alençon et ailleurs par le R. P. Chaurand,... recueillis par un des auditeurs..., Alençon, M. de la Motte et Vve Malassis, [1671].
- Hospitaux Generaux, Paris, sn, 1680, 8 p. in-4°
- Copie d'une lettre du père hon. Chaurand... au père Galien, Provincial, Jésuite, à Lyon. touchant la maison des retraites establie à Vannes, slsn, 1682, in-4°.
- Accusation correcte du vrai pénitent... par le R. P. Chauiend [sic], Missionair [sic] jésuite, Bibliothèque bleue, Troyes, Garnier, c. 1724, 36 p., réédition : Accusation correcte du vray penitent... Par le R. P. Pere Chaurend, missionnaire jésuiste, Bibliothèque bleue, Troyes, Veuve Jean Oudot, 35 p.